# Караин пећина
Караин пећина (тур.Karain Mağarası) је палеолитско археолошко налазиште које се налази у селу Јагца (тур. Yağca) 27 километара северозападно од града Анталија у медитеранском делу Турске.

## О пећини
Караин је праисторијско налазиште које се налази на 430 м надморске висине и око 80 м изнад планине Сам Даги (планина Катран), где се западна вапненачка зона планине Таурус граничи са травертинском равницом. То је комплекс пећина који се састоји од три главне дворане и ходника, одвојених калцитним зидовима, уским кривинама и пролазима.

## Артефакти
У пећини су откривене палеолитске и неолитске кремене оштрице, стругачи и врхови стрела. Пронађене су и литичке фигурице и скулптуре од костију, које упућују на везу са оближњом културом Хацилар. Пажњу истраживача посебно је привукло резбарење у облику људског лица, стилски слично производима натуфијске културе која је цветала на Леванту у периоду мезолита. Ово откриће потврђује трговачки однос становништва јужне Мале Азије и Палестине. Осим тога у пећини су пронађени и остаци праисторијског човека, као и остаци нилских коња, носорога, слонова и других врста које већ вековима не живе у том подручју.